# Статський радник

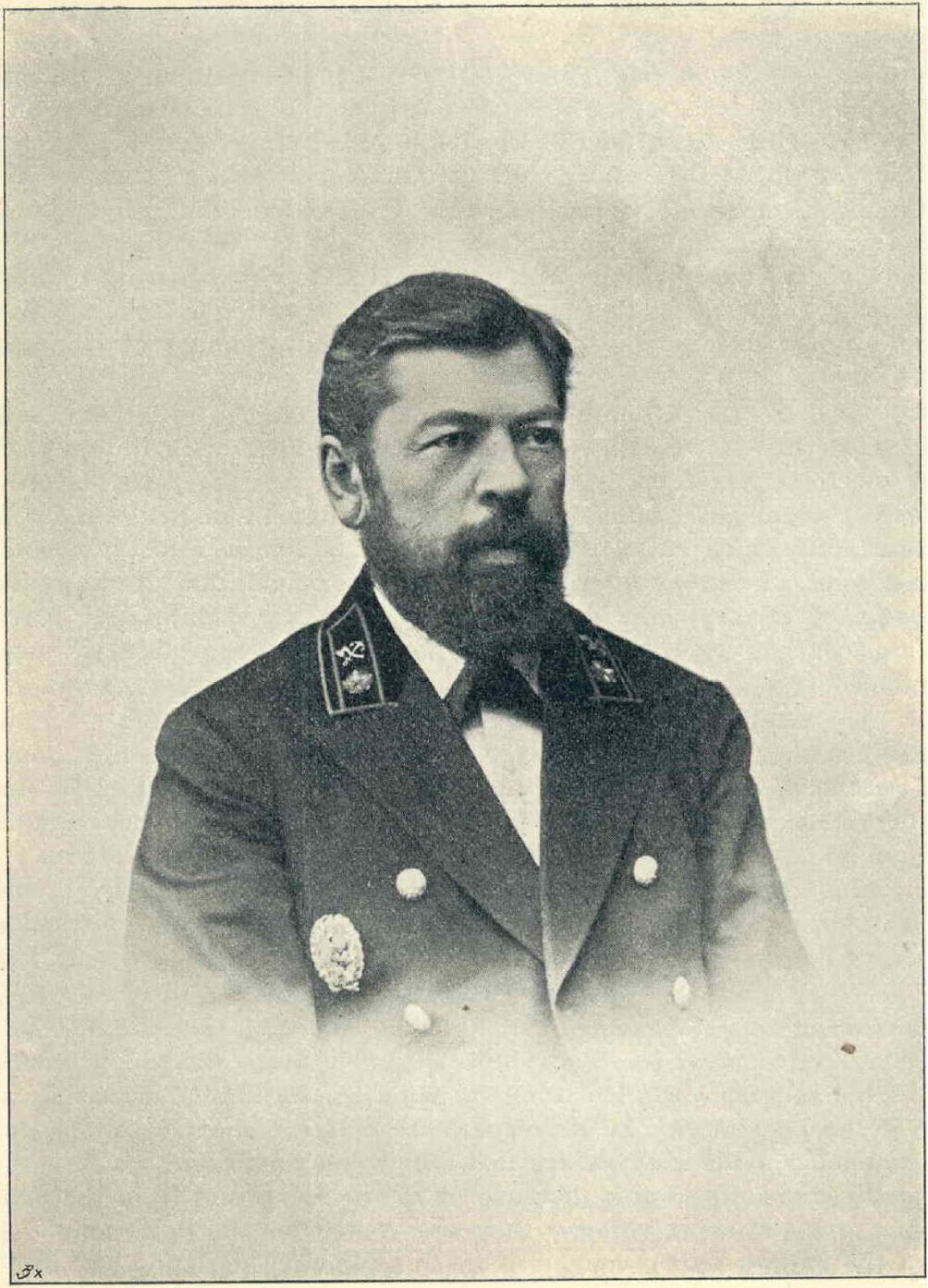
Статський радник МШС Пушечніков О. М., конструктор Забайкальської залізниці.1900 рік. Відзнаки чину на петлицях.

Ста́тський ра́дник — в Російській імперії цивільний класний чин V рангу в Табелі про ранги, відповідав армійському чину бригадира та військово-морському чину капітана-командора. 
Статський радник відповідав посаді віце-директора департаменту, віце-губернатора, голови казенної палати тощо. Титулувався «Ваше Високородіє». Для надання чину статського радника був встановлений термін служби в 5 років з часу здобуття попереднього чину. В Росії чин статського радника скасований більшовицьким декретом від 10 (23) листопада 1917 про відміну станів і чинів.

## Відзнаки чину
Відзнаки свого чину статські радники носили  на петлицях без просвітів. Також  статські радники деяких відомств (МВС, МО, МШС тощо) носили знаки розрізнення на поздовжніх чи поперечних погонах з «генеральським зигзагом».
На петлицях чи погонах було розміщено по одній п’ятипроменевій зірочці з «сяйвом». Також на петлицях зображувалася арматура (емблема) відомства, до якого належав чиновник .

## Відповідав військовим чинам
- в гвардії: прем'єр-майор (1748-1798);
- в піхоті: бригадир (1722—1796);
- на флоті: капітан-командор (1707—1732, 1751—1764, 1798—1827).